# 坦納·布坎南
坦納·伊曼紐·布坎南（英語：Tanner Emmanuel Buchanan，1998年12月8日—），是美國男演員、模特。曾演出《摩登家庭》、《實習醫生》等知名電視劇。而他的知名作品有ABC政治劇《指定倖存者》、Netflix影集《眼鏡蛇道館》以及在尼克國際兒童頻道的電視喜劇《新鮮遊戲人》。2021年，他與愛蒂森·芮出演了Netflix原創青少年浪漫喜劇電影《男神養成記》。

## 個人生活
布坎南出生於俄亥俄州艾倫縣的利馬，他的父親是史蒂夫·布坎南（Steve Buchanan），母親是瑪洛娜·布坎南（Marlona Buchanan）。他幼兒園至小學四年級時就讀普特南縣的一個小村莊格蘭多夫（與利馬相距約30公里）的格蘭多夫小學。之後，娛樂圈的經紀人找到布坎南，問他是否想搬到加州或紐約開始演藝生涯。在對該提議進行了簡短的思考後，他和家人搬到了加利福尼亞州的伯班克。他的母親甚至辭去了工作，以幫助他在演藝事業上取得進步。
布坎南從小就參加棒球、足球和籃球等運動，並在渥太華的一間舞蹈工作室學習踢踏舞。至今，踢踏舞仍是布坎南的拿手強項之一，他表示小時候曾贏得過踢踏舞比賽。此外，2017年他在Instagram發布了一段自己在排練室跳踢踏舞的影片。
布坎南從2017年開始與美國女演員莉茲·百老匯交往。
布坎南受訪時表示，如果有機會他願意扮演像《蝙蝠俠：都市傳奇》中的羅賓那樣的雙性戀角色。他說「如果我有機會代表那樣的東西，那就太棒了。」、「我來自中西部，有時會有點保守。在成長過程中，人們沒有接觸到這個世界，我很幸運能夠來到洛杉磯，那裡是一個與中西部完全不同的世界。我從很小的時候就開始關注這一點。」，他進一步表示，他對扮演LGBTIQ+角色持開放態度。而事實上，布坎南已經在《如此一家人》和《重案組》中扮演了一個LGBTIQ+角色。

## 生涯
2010年，12歲的布坎南首次出演的電視劇是知名喜劇《摩登家庭》，在劇中飾演一名兒童角色。三年後，他出演了另一部以醫學為主題的知名影集《實習醫生》、刑偵劇集《重案組》和喜劇《戈德堡一家》。之後，他在《蕾蕾看世界》、《新鮮遊戲人》和《如此一家人》等多部電視劇中多次出演客串角色。2016年，他首次在電視劇中飾演主要角色，在政治連續劇《指定倖存者》第一季中飾演里奧·寇克曼。2018年，他開始在YouTube Premium的影集《眼鏡蛇道館》（後來在Netflix播出）中飾演強尼·勞倫斯的兒子羅比·基恩。2021年，他出演了1999年電影《窈窕美眉》的翻拍版《男神養成記》，飾演男主角卡梅·威勒。

## 影視作品

### 電影
| 年份 | 片名                                  | 角色                          | 備註 |
| ---- | ------------------------------------- | ----------------------------- | ---- |
| 2013 | 《傑克魔方》                          | Sammy                         |      |
| 2014 | 《Guests》                            | Bobby Bell                    | 短片 |
| 2014 | 《Ellie》                             | Bowie                         | 短片 |
| 2015 | 《不敏感混蛋的全盛時期》              | Bobby Bell                    |      |
| 2015 | 《Alone in the Dust》                 | Izzi                          | 短片 |
| 2017 | 《Anything》                          | Jack Sachman                  |      |
| 2019 | 《馬克斯和秘密之屋》                  | Connor Lawson                 |      |
| 2019 | 《險惡的誘惑》 （Sinister Seduction） | Dylan Warren                  |      |
| 2019 | 《Painted Beauty》                    | Young Peter                   |      |
| 2020 | 《機會》                              | Colton                        |      |
| 2021 | 《男神養成記》                        | 卡梅·威勒 （Cameron Kweller） |      |
| 2022 | 《海柏利昂超能家族》                  | Apollo                        |      |

### 電視劇
| 年份 | 片名                                              | 角色                                       | 備註                 |
| ---- | ------------------------------------------------- | ------------------------------------------ | -------------------- |
| 2010 | 《摩登家庭》                                      | 兒童                                       | 1集                  |
| 2011 | 《未命名》 Untitled Jeff and Jackie Filgo Project | Jimmy                                      | 未播出               |
| 2012 | 《The Real St. Nick》                             | Cynical Kid                                |                      |
| 2013 | 《實習醫生》                                      | 盧卡斯（Lucas）                            | 1集                  |
| 2013 | 《重案組》                                        | Michelle Brand                             | 1集                  |
| 2013 | 《幽靈少女》                                      | Hero                                       | 1集                  |
| 2013 | 《金色年代》                                      | Evan Turner                                | 2集                  |
| 2014 | 《成長中的費雪》                                  | Slade                                      | 1集                  |
| 2014 | 《一夜尋情記》                                    | Young Dom                                  | 1集                  |
| 2015 | 《蕾蕾看世界》                                    | Charlie Gardner                            | 客串；3集            |
| 2015 | 《新鮮遊戲人》                                    | Mason Kendall                              | 客串；6集            |
| 2016 | 《如此一家人》                                    | Jack Downey                                | 客串；6集            |
| 2016 | 《指定倖存者》                                    | 里奧·寇克曼（Leo Kirkman）                 | 主演；28集           |
| 2017 | 《歡樂再滿屋》                                    | 查德·布萊德·布萊德利 （Chad Brad Bradley） | 2集                  |
| 2018 | 《金色年代》特輯                                  | Mike Stamm                                 | 笑園年代的後門試播集 |
| 2018 | 《眼鏡蛇道館》                                    | 羅比·基恩（Robby Keene）                   | 主演；50集           |
| 2020 | 《副警長》                                        | Brendan                                    | 1集                  |

## 獎項與提名
| 年份 | 名稱                | 獎項       | 提名作品             | 結果 | Ref. |
| ---- | ------------------- | ---------- | -------------------- | ---- | ---- |
| 2019 | 評審團獎 Jury Prize | 最佳男配角 | 《馬克斯和秘密之屋》 | 提名 |      |

## 外部連結
- 坦納·布坎南在互联网电影资料库（IMDb）上的資料（英文）
- 爛番茄上《坦納·布坎南》的資料（英文）
- 坦納·布坎南的Instagram帳戶